# Yoneyama Daisuke
Daisuke Yoneyama (sinh ngày 10 tháng 6 năm 1982) là một cầu thủ bóng đá người Nhật Bản.

## Sự nghiệp câu lạc bộ
Daisuke Yoneyama đã từng chơi cho Cerezo Osaka, Sagan Tosu, Rosso Kumamoto và Zweigen Kanazawa.